# Spalangia marxi
Spalangia marxi är en stekelart som beskrevs av Girault 1933. Spalangia marxi ingår i släktet Spalangia och familjen puppglanssteklar. Inga underarter finns listade i Catalogue of Life.